# Гулеватый, Кирилл Дмитриевич
Кирилл Дмитриевич Гулева́тый (1912—1996) — подполковник Советской Армии, участник Великой Отечественной войны, Герой Советского Союза (1945).

## Биография
Кирилл Гулеватый родился 17 марта 1912 года в деревне Верхний Кульчум (ныне — Ермекеевский район Башкортостана). Окончил восемь классов школы, а затем — ускоренный курс высшей агроколхозной школы, после чего работал инспектором районного колхозного союза, заведующим сельхозстанцией в селе Приютово Белебеевского района Башкирской АССР, позднее стал секретарём Белебеевского районного комитета комсомола. В 1933 году Гулеватый был призван на службу в Рабоче-крестьянскую Красную Армию. В 1936 году он окончил Хабаровское военно-политическое училище, в 1939 году — курсы военных комиссаров при Военно-политическом училище в Горьком. Участвовал в польском походе и советско-финской войне. С июня 1941 года — на фронтах Великой Отечественной войны. В 1943 году Гулеватый окончил курсы командиров дивизионов при Высшей артиллерийской школе. Командовал 274-м гвардейским лёгким артиллерийским полком 198-й отдельной лёгкой артиллерийской бригады 2-й гвардейской танковой армии. Участвовал в освобождении Курской области, Одессы, Херсона, Польши, боях в Германии. Отличился во время последних.
14 апреля 1945 года полк Гулеватого способствовал успешному прорыву двух линий вражеской обороны в районе Кюстринского плацдарма. 21 апреля полк первым из всей бригады открыл огонь по центру Берлина. За неделю боёв бойцы полка уничтожили 16 вражеских батарей артиллерии и миномётов, 48 пулемётов, 19 автомашин.
Указом Президиума Верховного Совета СССР от 31 мая 1945 года за «умелое командование полком, образцовое выполнение боевых заданий командования и проявленные мужество и героизм в боях с немецкими захватчиками» гвардии подполковник Кирилл Гулеватый был удостоен высокого звания Героя Советского Союза с вручением ордена Ленина и медали «Золотая Звезда» за номером 6748.
В 1946 году Гулеватый окончил курсы командиров полков в Ленинграде, в 1952 году — Военную академию имени М. В. Фрунзе. В 1959 году в звании подполковника он был уволен в запас. Проживал в Одессе, позднее переехал в Пятигорск. Скончался 18 октября 1996 года.

## Награды
- Медаль «Золотая Звезда» (31.05.1945)[2][3].
- Орден Ленина.
- Орден Красного Знамени (06.01.1944)[4].
- Орден Красного Знамени (20.07.1944)[5].
- Орден Красного Знамени.
- орден Александра Невского (20.02.1945)[6].
- орденами Отечественной войны 1-й степени (17.07.1943)[7].
- орденами Отечественной войны 1-й степени (06.04.1985)[8].
- Орден Красной Звезды.
- Медаль «За боевые заслуги» (1944).
- Медаль «За оборону Одессы».
- Медали.